# Ezio (Händel)
Ezio (títol original en italià, en català Ezio), Händel-Werke-Verzeichnis 29, és una obra dramaticomusical en tres actes composta  per Georg Friedrich Händel sobre un llibret en italià de Pietro Metastasio, basat en Britannicus i Ezio de Jean Racine. Es va estrenar el 15 de gener de 1732 al Her Majesty's Theatre de Ciutat de Westminster.